# Ruhla
Ruhla er en by i den tyske delstat Thüringen. Byen har omkring 4.600 indbyggere og ligger omkring 50 kilometer vest for Erfurt.